# نیام ترقوه‌ای‌سینه‌ای
نیام ترقوه‌ای‌سینه‌ای یا فاسیای کلاوی‌پکتورال (انگلیسی: Clavipectoral fascia) بخشی از نیام عمقی است که در عقب رشته‌های ترقوه‌ای (کلاویکولار) ماهیچه سینه‌ای بزرگ واقع شده است و حفره بین ماهیچه‌های سینه‌ای کوچک و زیرترقوه‌ای را پر می‌کند. این نیام به صورت یک غلاف قوی ماهیچه سینه‌ای کوچک را دربر گرفته و ادامه آن در پایین رباط آویزان‌کننده زیر بغل ایجاد کرده و در انتها به لبه‌های سطح زیرین ترقوه (ناودان زیرترقوه‌ای) می‌پیوندد.
نیام ترقوه‌ای‌سینه‌ای به وسیله این عناصر تشریحی سوراخ می‌شود:
سیاهرگ سری (ورید سفالیک)
سرخرگ سینه‌ای‌سرشانه‌ای (شریان توراکوآکرومیال) (یکی از شاخه‌های سرخرگ زیربغلی)
رگ‌های لنفاوی
عصب سینه‌ای بیرونی